# Eurytoma rufa
Eurytoma rufa är en stekelart som beskrevs av Zerova 1970. Eurytoma rufa ingår i släktet Eurytoma och familjen kragglanssteklar.
Artens utbredningsområde är:
- Tyskland.
- Nederländerna.
- Ukraina.

Inga underarter finns listade i Catalogue of Life.